# Parodia ottonis
Parodia ottonis (Lehm.) N.P.Taylor, es una especie fanerógama perteneciente a la familia de las Cactaceae. 

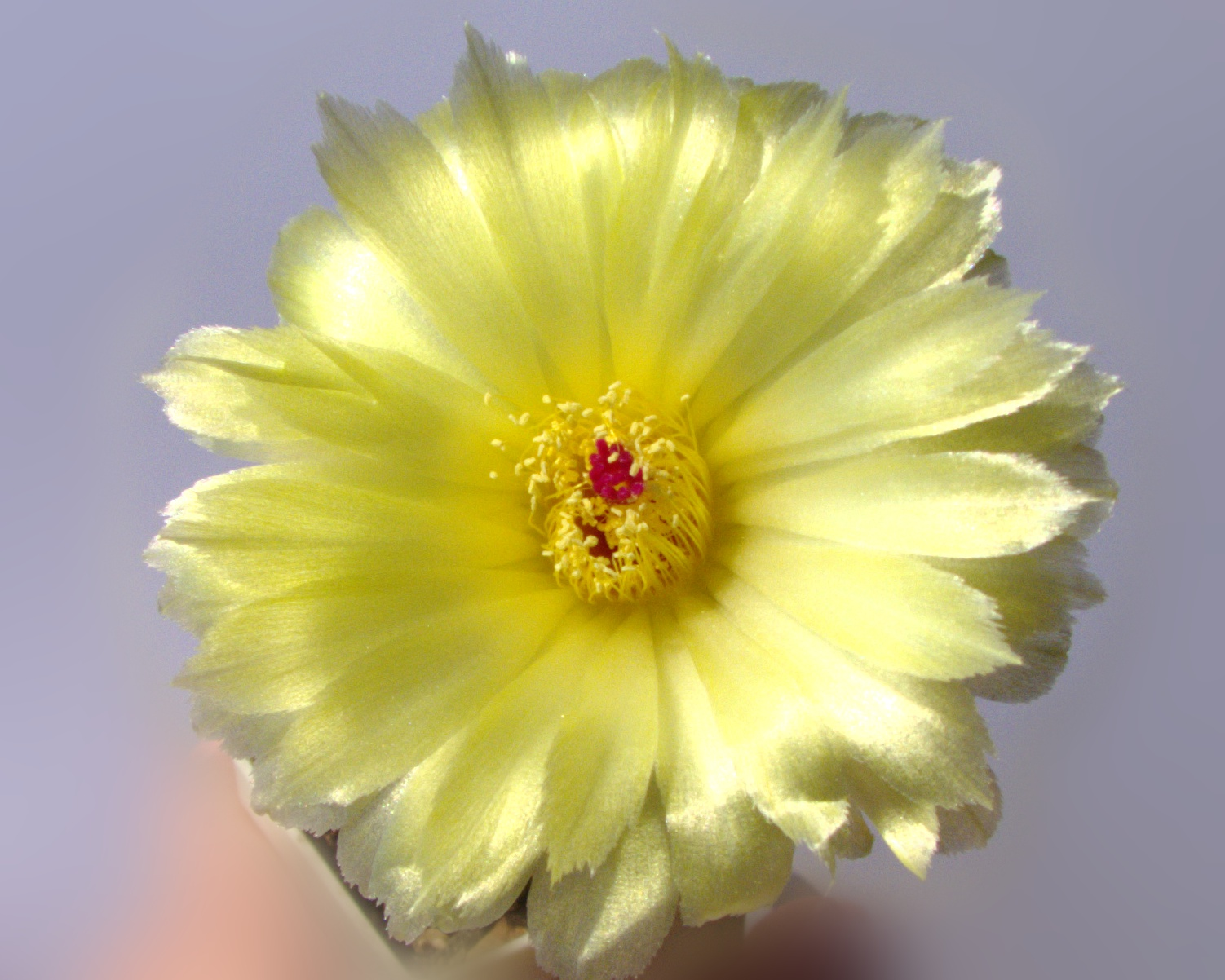
Detalle de la flor

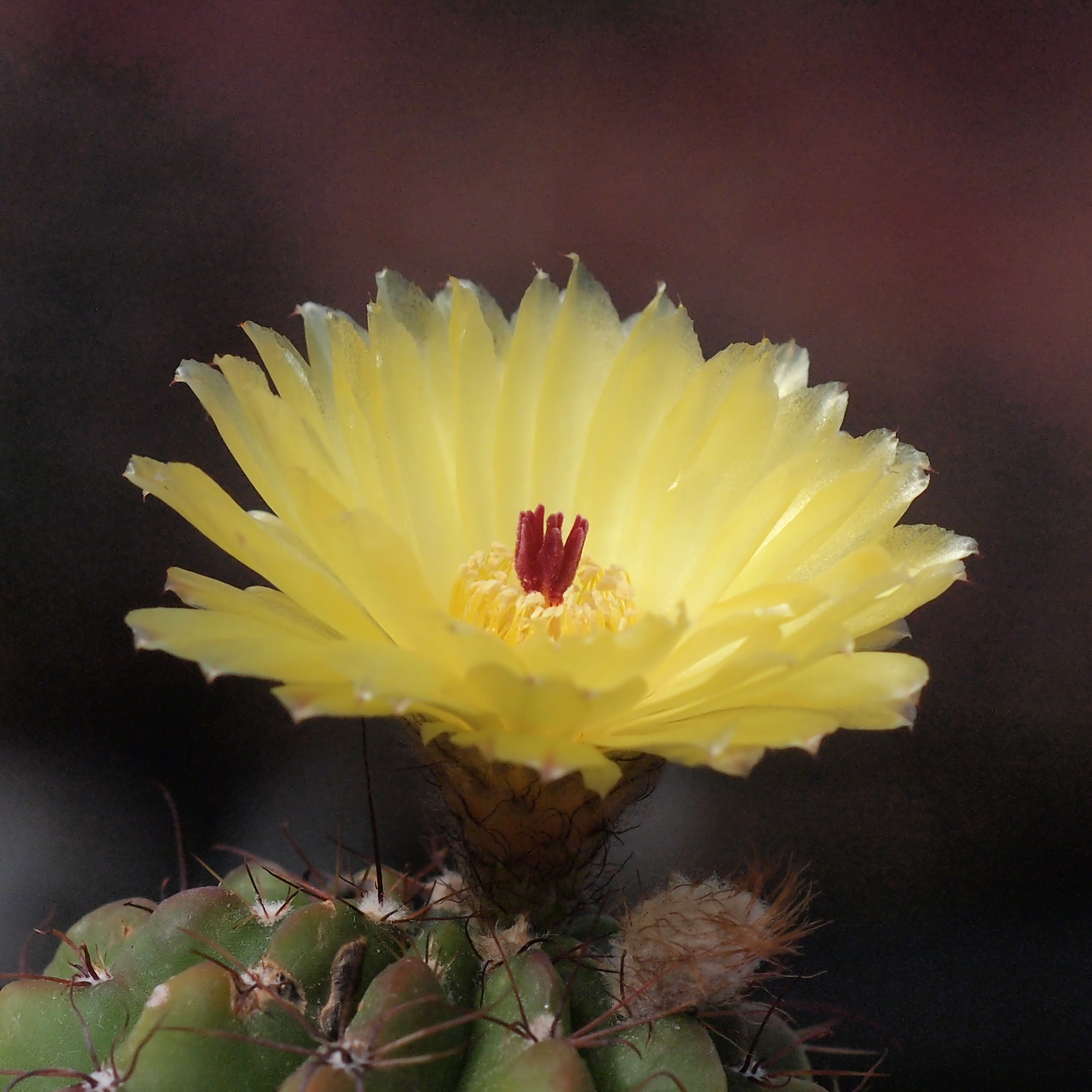
Vista de la planta

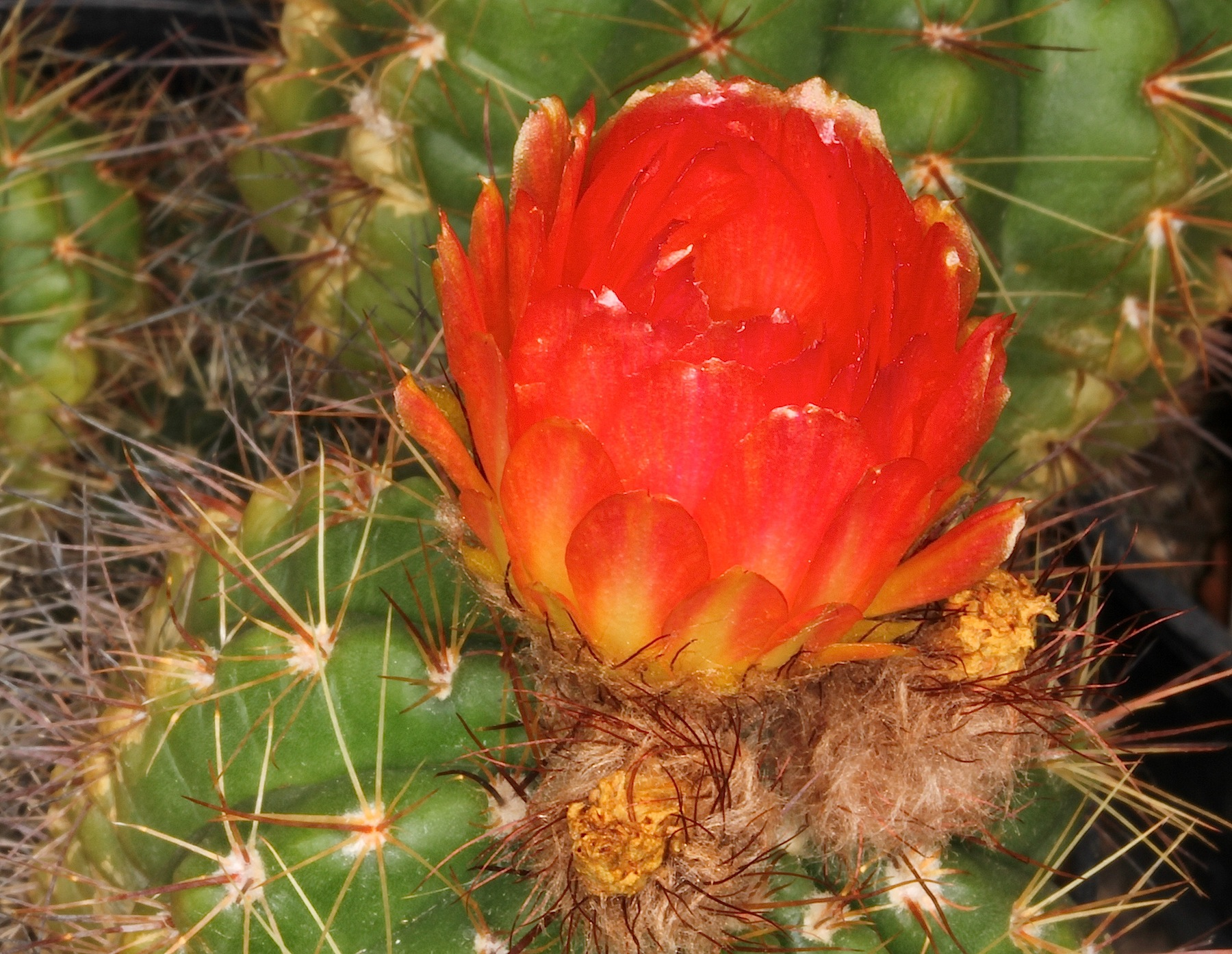
ssp ottonis

## Descripción
Parodia ottonis crece inicialmente individualmente y posteriormente forma grupos. Tiene tallos esféricos de color verde oscuro o azul-verde  a menudo reducidos a su base. Puede llegar a un diámetro de 3 a 15 cm. Las seis a 16 distintas costillas son redondeadas o con bordes afilados. Por lo general hay solo unos pocas areolas presentes en cada costilla. Estás tiene cerdas como espinas que son rectas, curvas o torcidas. Las uno a cuatro espinas centrales son de color marrón, marrón rojizo o amarillento y tienen una longitud de 0,8 a 4 cm y los cuatro a 15 espinas radiales son de color blanquecino a amarillento o amarronado  de 0,5 a 3 cm de largo. Las flores son  amarillas por lo general y rara vez son naranja o rojo alcanzando los  5 a 6 centímetros. El tubo de la flor está lleno de lana marrón y cerdas. Los frutos suelen ser muy numerosas, con forma de campana, con semillas de color negro brillante  que están fuertemente tuberculadas.

## Distribución
Es autóctona de Argentina, Brasil, Paraguay y Uruguay. Es una especie muy común que se ha extendido por todo el mundo.

## Taxonomía
Parodia ottonis fue descrita por (Lehm.) N.P.Taylor y publicado en Bradleya; Yearbook of the British Cactus and Succulent Society 5: 93. 1987.
Etimología
Parodia: nombre genérico que fue asignado en honor a Lorenzo Raimundo Parodi (1895–1966), botánico argentino.
ottonis: epíteto otorgado en honor del botánico alemán Christoph Friedrich Otto.
Sinonimia
- Cactus ottonis
- Echinocactus ottonis
- Malacocarpus ottonis
- Notocactus ottonis
- Echinocactus tenuispinus
- Notocactus tenuispinus
- Echinocactus arechavaletae
- Malacocarpus arechavaletae
- Notocactus arechavaletae
- Parodia paraguayensis
- Notocactus acutus
- Notocactus ruoffii[4]